# Stazione di Ziegelbrücke
La stazione di Ziegelbrücke (in tedesco Bahnhof Ziegelbrücke) è una stazione ferroviaria a servizio dell'omonima frazione svizzera, e situata nel confinante comune di Schänis, sulla ferrovia Zurigo-Ziegelbrücke-Näfels, sulla Rapperswil-Ziegelbrücke, sulla Ziegelbrücke-Linthal e sulla Ziegelbrücke-Sargans.

## Storia
La stazione fu attivata il 15 febbraio 1859, in occasione dell'apertura della linea Rapperswil-Ziegelbrücke.

## Strutture e impianti
La stazione dispone di 8 binario dotati di marciapiede per il servizio passeggeri. È dotata di due ingressi, uno nord ed uno sud, un fabbricato viaggiatori e svariate pensiline con copertura.

## Movimento
La stazione è servita da treni InterRegio (IR35) a cadenza oraria sulla relazione Berna - Coira via Zurigo Centrale, da treni a cadenza semioraria per Rapperswil e a cadenza oraria per Sargans (linee S7 e S16 della rete celere di San Gallo), da 3 treni ad ora per Zurigo Centrale e da treni a cadenza semioraria per Zurigo Aeroporto (linee S2 e S25 della rete celere di Zurigo), da treni a cadenza semioraria per Schwanden e a cadenza oraria per Linthal e da treni agli orari di punta per Siebnen-Wangen (linea S27).

## Servizi
Nella stazione sono presenti:
- Biglietteria a sportello
- Biglietteria automatica
- Deposito bagagli con personale
- Deposito bagagli automatico
- Ufficio oggetti smarriti
- Servizi igienici
- Sala d'attesa
- Ristorante
- Supermercato

Sono inoltre presenti parcheggi di interscambio per automobili e biciclette.